# Nàn Sán
Nàn Sán là một xã thuộc huyện Si Ma Cai, tỉnh Lào Cai, Việt Nam.

## Địa lý
Xã Nàn Sán nằm ở phía bắc của huyện Si Ma Cai, có vị trí địa lý:
- Phía đông giáp thị trấn Si Ma Cai
- Phía nam giáp thị trấn Si Ma Cai và xã Quan Hồ Thẩn
- Phía tây giáp xã Bản Mế và xã Tả Gia Khâu huyện Mường Khương (ranh giới tự nhiên là sông Chảy)
- Phía bắc giáp xã Tả Gia Khâu huyện Mường Khương và giáp với trấn Tiểu Bá Tử (小坝子)[4] huyện Mã Quan châu Văn Sơn tỉnh Vân Nam Trung Quốc (ranh giới và biên giới tự nhiên là sông Chảy).

Các dân tộc trên địa bàn xã gồm: Nùng có 1.104 người, H'Mông có 1.073 người, Thu Lao có 543 người, La Chí có 199 người, Kinh có 41 người, dân tộc khác có 23 người.

## Lịch sử
Xã Nàn Sán thuộc huyện Bắc Hà, tỉnh Hoàng Liên Sơn được thành lập năm 1981 trên cơ sở sáp nhập xã Dào Dền Sán và xã Nàn Vái.
Năm 1991, tỉnh Hoàng Liên Sơn chia tách thành 2 tỉnh là Yên Bái và Lào Cai, xã Nàn Sán thuộc huyện Bắc Hà, tỉnh Lào Cai.
Năm 2000, xã Nàn Sán thuộc huyện Si Ma Cai mới tái lập.

## Hành chính
Xã Nàn Sán được chia thành 12 thôn: Sảng Chải 1, Sảng Chải 2, Sảng Chải 3, Sảng Chải 4, Sảng Chải 5, Hóa Chư Phùng, Lũng Choáng, Quan Thần Súng, thôn Đội 1, thôn Đội 2, thôn Đội 3, thôn Đội 4.